# Tenistas número 1 da América do Sul (masculino)
A América do Sul tem uma longa tradição de ter tenistas entre os 20 primeiros colocados do ranking mundial da ATP.
A seguir é apresentada a lista dos sul-americanos melhor colocados no Ranking Mundial Masculino ao final de cada temporada desde que o Ranking Mundial foi criado, em 1973.

## Número 1 da América do Sul
| Ano  | Melhor da América do Sul | # Ranking Mundial | Número 2 da Am. do Sul | # Posição | Número 3 da Am. do Sul | # Posição |
| ---- | ------------------------ | ----------------- | ---------------------- | --------- | ---------------------- | --------- |
| 1973 | Jaime Fillol             | 17                | Guillermo Vilas        | 31        | Iván Molina            | 54        |
| 1974 | Guillermo Vilas          | 5                 | Thomaz Koch            | 24        | Jaime Fillol           | 31        |
| 1975 | Guillermo Vilas          | 2                 | Jaime Fillol           | 16        | Ricardo Cano           | 42        |
| 1976 | Guillermo Vilas          | 6                 | Jaime Fillol           | 24        | Victor Pecci           | 34        |
| 1977 | Guillermo Vilas          | 2                 | Jaime Fillol           | 17        | Victor Pecci           | 39        |
| 1978 | Guillermo Vilas          | 3                 | Jose Luis Clerc        | 15        | Hans Gildemeister      | 39        |
| 1979 | Guillermo Vilas          | 6                 | Hans Gildemeister      | 14        | Jose Luis Clerc        | 17        |
| 1980 | Guillermo Vilas          | 4                 | Jose Luis Clerc        | 8         | Hans Gildemeister      | 30        |
| 1981 | Guillermo Vilas          | 3                 | Jose Luis Clerc        | 4         | Hans Gildemeister      | 35        |
| 1982 | Guillermo Vilas          | 3                 | Jose Luis Clerc        | 6         | Andrés Gomez           | 15        |
| 1983 | Guillermo Vilas          | 4                 | Jose Luis Clerc        | 8         | Andrés Gomez           | 14        |
| 1984 | Andrés Gomez             | 5                 | Guillermo Vilas        | 28        | Jose Luis Clerc        | 33        |
| 1985 | Andrés Gomez             | 15                | Martin Jaite           | 20        | Jose Luis Clerc        | 28        |
| 1986 | Andrés Gomez             | 10                | Martin Jaite           | 17        | Guillermo Vilas        | 22        |
| 1987 | Andrés Gomez             | 11                | Martin Jaite           | 14        | Guillermo Pérez Roldán | 19        |
| 1988 | Guillermo Pérez Roldán   | 18                | Andrés Gomez           | 24        | Luiz Mattar            | 44        |
| 1989 | Alberto Mancini          | 9                 | Martin Jaite           | 11        | Andrés Gomez           | 17        |
| 1990 | Andrés Gomez             | 6                 | Guillermo Pérez Roldán | 14        | Franco Davin           | 35        |
| 1991 | Alberto Mancini          | 22                | Guillermo Pérez Roldán | 40        | Martin Jaite           | 46        |
| 1992 | Alberto Mancini          | 31                | Franco Davin           | 46        | Jaime Oncins           | 48        |
| 1993 | Jaime Yzaga              | 31                | Javier Frana           | 49        | Luiz Mattar            | 70        |
| 1994 | Jaime Yzaga              | 30                | Marcelo Filippini      | 60        | Franco Davin           | 61        |
| 1995 | Marcelo Rios             | 25                | Javier Frana           | 58        | Hernán Gumy            | 62        |
| 1996 | Marcelo Rios             | 11                | Hernán Gumy            | 43        | Marcelo Filippini      | 81        |
| 1997 | Marcelo Rios             | 10                | Gustavo Kuerten        | 14        | Marcelo Filippini      | 43        |
| 1998 | Marcelo Rios             | 2                 | Gustavo Kuerten        | 23        | Mariano Puerta         | 39        |
| 1999 | Gustavo Kuerten          | 5                 | Nicolás Lapentti       | 7         | Marcelo Rios           | 9         |
| 2000 | Gustavo Kuerten          | 1                 | Franco Squillari       | 14        | Mariano Puerta         | 21        |
| 2001 | Gustavo Kuerten          | 2                 | Guillermo Cañas        | 15        | Nicolás Lapentti       | 19        |
| 2002 | David Nalbandian         | 12                | Fernando Gonzalez      | 17        | Guillermo Cañas        | 18        |
| 2003 | Guillermo Coria          | 5                 | David Nalbandian       | 8         | Nicolás Massú          | 12        |
| 2004 | Guillermo Coria          | 7                 | David Nalbandian       | 9         | Gastón Gaudio          | 10        |
| 2005 | David Nalbandian         | 6                 | Guillermo Coria        | 8         | Gastón Gaudio          | 10        |
| 2006 | David Nalbandian         | 8                 | Fernando Gonzalez      | 10        | José Acasuso           | 27        |
| 2007 | Fernando Gonzalez        | 7                 | David Nalbandian       | 9         | Guillermo Cañas        | 15        |
| 2008 | Juan Martin Del Potro    | 9                 | David Nalbandian       | 11        | Fernando Gonzalez      | 15        |
| 2009 | Juan Martin Del Potro    | 5                 | Fernando Gonzalez      | 11        | Juan Mónaco            | 30        |
| 2010 | Juan Mónaco              | 26                | David Nalbandian       | 27        | Thomaz Bellucci        | 31        |
| 2011 | Juan Martin Del Potro    | 11                | Juan Mónaco            | 26        | Juan Ignacio Chela     | 29        |
| 2012 | Juan Martin Del Potro    | 7                 | Juan Mónaco            | 26        | Thomaz Bellucci        | 33        |
| 2013 | Juan Martin Del Potro    | 5                 | Carlos Berlocq         | 41        | Juan Mónaco            | 42        |
| 2014 | Leonardo Mayer           | 28                | Pablo Cuevas           | 30        | Santiago Giraldo       | 32        |
| 2015 | Leonardo Mayer           | 35                | Thomaz Bellucci        | 37        | Pablo Cuevas           | 40        |
| 2016 | Pablo Cuevas             | 22                | Juan Martin Del Potro  | 38        | Federico Delbonis      | 41        |
| 2017 | Juan Martin Del Potro    | 11                | Diego Schwartzman      | 26        | Pablo Cuevas           | 32        |
| 2018 | Juan Martin Del Potro    | 5                 | Diego Schwartzman      | 17        | Nicolas Jarry          | 43        |
| 2019 | Diego Schwartzman        | 14                | Guido Pella            | 25        | Cristian Garín         | 33        |
| 2020 | Diego Schwartzman        | 9                 | Cristian Garín         | 22        | Guido Pella            | 43        |
| 2021 | Diego Schwartzman        | 13                | Cristian Garín         | 17        | Federico Delbonis      | 44        |
| 2022 | Diego Schwartzman        | 25                | Francisco Cerúndolo    | 30        | Sebastián Báez         | 43        |
| 2023 | Nicolas Jarry            | 19                | Francisco Cerúndolo    | 21        | Sebastián Báez         | 28        |
| 2024 | Alejandro Tabilo         | 23                | Sebastián Báez         | 27        | Francisco Cerúndolo    | 30        |

### Temporadas como Número 1
| Tenista                | Nº 1 | Anos                                                        |
| ---------------------- | ---- | ----------------------------------------------------------- |
| Guillermo Vilas        | 10x  | 1974, 1975, 1976, 1977, 1978, 1979, 1980, 1981, 1982 e 1983 |
| Juan Martin Del Potro  | 7x   | 2008, 2009, 2011, 2012, 2013, 2017 e 2018                   |
| Andrés Gomez           | 5x   | 1984, 1985, 1986, 1987 e 1990                               |
| Marcelo Rios           | 4x   | 1995, 1996, 1997 e 1998                                     |
| Diego Schwartzman      | 4x   | 2019, 2020, 2021 e 2022                                     |
| Alberto Mancini        | 3x   | 1989, 1991 e 1992                                           |
| Gustavo Kuerten        | 3x   | 1999, 2000 e 2001                                           |
| David Nalbandian       | 3x   | 2002, 2005 e 2006                                           |
| Jaime Yzaga            | 2x   | 1993 e 1994                                                 |
| Guillermo Coria        | 2x   | 2003 e 2004                                                 |
| Leonardo Mayer         | 2x   | 2014 e 2015                                                 |
| Jaime Fillol           | 1x   | 1973                                                        |
| Guillermo Pérez Roldán | 1x   | 1988                                                        |
| Fernando Gonzalez      | 1x   | 2007                                                        |
| Juan Mónaco            | 1x   | 2010                                                        |
| Pablo Cuevas           | 1x   | 2016                                                        |
| Nicolas Jarry          | 1x   | 2023                                                        |
| Alejandro Tabilo       | 1x   | 2024                                                        |